# Vnitřní konverze
Vnitřní konverze je způsobem radioaktivní přeměny gama, při které elektromagneticky interaguje excitované jádro atomu s jeho elektronovým obalem. Jádro se přemění do stavu s nižší energií a uvolněná přebytečná energie je využita k ionizaci atomu a následnému urychlení uvolněného elektronu z elektronového obalu. Při této radioaktivní přeměně gama tedy není energie vyzářena v záření gama, ale je uvnitř atomu přeměněna (konvertována) na vyražení elektronu z atomu.
Radioaktivní přeměna se tak projeví emisí urychleného elektronu. Nejedná se však o záření beta, u kterého je elektron uvolněn z jádra. Protože je takto vyražen elektron z nejnižších slupek obalu, bývá vnitřní konverze zpravidla doprovázena kaskádou elektromagnetických přechodů elektronů v obalu, aby se atom navrátil do základního stavu. Při těchto elektromagnetických přechodech dochází k uvolnění charakteristického rentgenového záření nebo Augerových elektronů.
Vnitřní konverze je možná vždy, když je možný gama rozpad, s výjimkou případu, kdy je atom zcela ionizován.

## Průběh
Jádro atomu, excitované do vyššího energetického stavu, při přeměně do stavu s nižší energií určitou část energie uvolní. Během vnitřní konverze se atomové číslo nemění, a tak (oproti gama rozpadu) nedochází k žádné transmutaci jednoho prvku na jiný, jak znázorňuje následující rovnice přeměny izotopu 53mFe:
{\displaystyle {}^{53{\mathrm {m} }}{\mathrm {Fe} }\to {}^{53}{\mathrm {Fe} }^{+}+e^{-}}
Na rozdíl od prosté radioaktivní přeměny gama se při energetické přeměně jádra namísto záření gama uvolní vysokoenergetický elektron z obalu.
Tento způsob přeměny je možný až od prahové energie přechodu, dostačující k ionizaci atomu.
Vzhledem k tomu, že se elektron atomu ztrácí, objeví se v elektronovém obalu díra, která může být následně zaplněna jinými elektrony, které klesají na tuto prázdnou, nižší energetickou hladinu, a během tohoto procesu vyzařují charakteristické rentgenové záření nebo Augerovy elektrony.
Atom tak vyzařuje vysokoenergetické elektrony a rentgenové fotony, z nichž žádný nevychází z atomového jádra. Přeměna jádra dodala energii potřebnou k vyzáření elektronu, které následně vedlo k dalším elektromagnetickým změnám v elektronovém obalu a dalším emisím.

## Párová konverze
Přesahuje-li energie radioaktivní přeměny gama dvojnásobek klidové energie elektronu (cca 1,022 MeV), může docházet i k tzv. párové konverzi, při které je energie záření gama uvnitř atomu konvertována na vznik dvojice částic elektron – pozitron emitovaných z atomu. Pravděpodobnost párové konverze roste se zvyšující se energií přechodu a závisí výrazně na jeho elektromagnetickém charakteru (klesá s jeho multipolaritou).